# Národní hnutí pracující mládeže
Národní hnutí pracující mládeže (NHPM) byla levicově orientovaná organizace, v období II. republiky vnímaná jako mládežnická základna Národní strany práce. Po německé okupaci se transformovala do odbojové organizace.

## Vznik
Organizace vznikla v roce 1936 pod názvem Československý ženevský výbor (ČŽV) jako reakce na Světový mírový sjezd mládeže v Ženevě a sdružovala levicovou, protifašisticky smýšlející mládež. V roce 1938 došlo k přejmenování na Československý výbor mládeže. Během mnichovské krize organizace absorbovala i pravicovou mládež a přijala název Mladé Československo. Ve svém programu se stavěla za obranu země. Po mnichovské krizi se organizace přejmenovala na Jednotu mladého Československa, z níž se vydělilo levicové křídlo a přijalo název Národní hnutí pracující mládeže.
Ustavující schůze organizace pod názvem NHPM se konala 13. listopadu 1938. Desetičlenný přípravný výbor (odrážel rozložení uvnitř hnutí) se skládal ze čtyř sociálních demokratů, čtyř národních socialistů a dvou komunistů. Při činnosti hnutí byl kladen především důraz na hájení sociálních zájmů dělnické mládeže. Hnutí vydávalo vlastní časopis, Hlas Mladých, který byl 30. ledna 1939 úředně zastaven. Do okupace Čech a Moravy se hnutí podařilo vybudovat síť místních organizací a uspořádat několik akcí, z nich nejvýznamnější byl tzv. Wolkerův večer, kterého se zúčastnilo 4000 návštěvníků.
NHPM velmi aktivně uplatňovalo demokratické postoje: postavilo se proti útokům na Karla Čapka, podporovalo Osvobozené divadlo či uspořádalo oslavu narozenin T.G. Masaryka. A. Zimmer shrnul programové zásady hnutí do pěti bodů: zachování národní nezávislosti, svobodu lidu, demokratickou kontrolu hospodářství, sociální spravedlnost a politickou i občanskou poctivost. Mládež se snažilo vést v národně-kulturním odkazu Jana Husa, Jana Žižky, Karla Havlíčka Borovského a dalších.

## Po okupaci
První a zároveň likvidační sjezd se konal 8. dubna 1939 v Lidovém domě, činnost NHPM pak probíhala ilegálně. Početně hnutí dosahovalo až 20 000 členů. Po německé okupaci bylo hnutí zakázáno, ovšem na tzv. likvidační schůzce v dubnu 1939 bylo rozhodnuto o přechodu do ilegality a zahájení odbojové činnosti. Pro tento účel byly vybudovány trojčlenné buňky, ve kterých byli zastoupeni příslušníci všech tří názorových směrů. Buňky měly pracovat v ilegalitě za dodržování konspiračních opatření. Přes paritní zastoupení se komunistickým zástupcům dařilo ve stále větší míře ovládat celou organizaci.
Na podzim 1939 se gestapu podařilo do NHPM poprvé proniknout. Zatčeni byli redaktoři ilegálního časopisu vydávaného NHPM a členové vedení organizace. Do dubna 1940 bylo pozatýkáno 31 příslušníků organizace. Velkou zásluhu na rozkrytí měl bývalý člen a pozdější významný konfident gestapa František Šmíd. 29. května 1940 došlo k druhé zatýkací vlně, při které byli zatčeni všichni známí členové NHPM.
V následném soudním řízení u Lidového soudu v Berlíně byli vedoucí představitelé organizace odsouzeni za vlastizradu na 6 až 12 let káznice, nižší funkcionáři byli v dalším soudním řízení v březnu 1941 odsouzeni k 3–6 letům káznice.

## Činnost
Nejvýznamnější odbojovou činností byla propagandistická práce. Organizace tiskla a distribuovala vlastní časopis Informační služba národního osvobození (vydávaný Františkem Ošancem do srpna 1939), podílela se ale i na distribuci časopisů V boj, Signál a Rudé právo. Kromě toho její členové tiskli a šířili letáky, účastnili se protestních shromáždění a prováděli drobné sabotáže.

## Vedení
- Duben – listopad 1939: Antonín Zimmer, Václav Holub, Oldřich Papež
- Listopad 1939 – duben 1940: Leopold Kaniok, Jiří Růžička, Jiří Kačerovský

## Členové
- Jiří Hájek
- Miloš Sýkora